# 九甲埔
九甲埔，是台灣新竹市的一個地名，在今東區東北部，範圍包括千甲里的全部、豐功里的東北部一小部分及水源里東南端的一小部分。

## 歷史
台灣清治末期至日治前期，該地區為一街庄，稱為「九甲埔庄」，隸屬於竹北一堡。該庄北側與東北側隔頭前溪與鹿場庄、六張犁庄為鄰，東南側與下員山庄、柴梳山庄為鄰，南邊為埔頂庄、西南邊為東勢庄，西北邊為二十張犁庄。
1920年（日治大正九年），該庄改制為「九甲埔」大字，隸屬於新竹州新竹郡六家庄。1941年，該地與二十張犁改劃入新竹市。
戰後新竹市改制為省轄市，大字亦改制為里。1950年新竹縣市合併後拆分為桃、竹、苗三縣，新竹市縮減轄區並降為新竹縣縣轄市，本地區仍屬之。1982年7月，新竹市再度升格為省轄市。

## 交通
台鐵新莊車站位於本地區西端，是內灣線的車站。當地居民可由此線至竹中車站轉六家線前往六家車站，在緊臨的高鐵新竹站轉搭高鐵快速前往全台各地；亦可經內灣線前往台鐵新竹車站及內灣車站等地。
中山高速公路（國道1號）大致以南北向穿越本地區中部偏西，並在鄰近的埔頂地區設有新竹交流道，可由此快速前往南北各地。縣道117號亦大致為南北向道路，穿越本地區中部偏東，向北可經竹北前往新埔、湖口、新豐等地；往南轉西再往南可前往新竹市市區及香山區。
省道台68線為一東西向快速道路，穿越本地區北部，並在與縣道117號交會處設有新竹科園交流道。經此向西可前往南寮，向東可前往竹東；亦可在芎林交流道下平面道路，再前往福爾摩沙高速公路（國道3號）。